# Ува (річка)
Ува́ (рос. Ува) — річка в Удмуртії (Увинський та Вавозький райони), Росія, права притока Вали.
Довжина річки становить 112 км. Бере початок на північній околиці присілка Ерестем на Тиловайській височині, впадає до Вали трохи нижче села Вавож навпроти гирла річки Седмурча. Напрямок течії — перші 24 км річка протікає на захід, інші 88 км тече на південний захід.
Притоки:
- праві — Уйвайка, Мултанка, Мала Мултанка, Лудзілка, Ізейка, Кільцемка
- ліві — без назви[1], Пушмедзя, Папінка, Ірейка, Пурга, Пужмінка

Над річкою розташовані населені пункти:
- Увинський район — Ува, Ува-Тукля, Рябово (присілок), Рябово (село);
- Вавозький район — Жуйо-Можга, Вавож.